# Dan Petrescu
Daniel Vasile Petrescu (Bukarest, 1967. december 22. –) válogatott román labdarúgó, hátvéd és edző.

## Pályafutása

### Klubcsapatban
Dan Petrescu a Steaua Bucarest ifjúsági csapataiban kezdte pályafutását, majd 1986-ban került fel a felnőtt csapat keretéhez, ahol egy hónappal a Bajnokcsapatok Európa-kupája megnyerését követően mutatkozott be. Az 1986-87-es szezont a Olt Scorniceștinél töltötte kölcsönben.
Tagja volt annak a bukaresti csapatnak, amely csapatnak, amely az olasz AC Milan ellen elveszítette az 1989-es BEK-döntőt.
1991-ben Petrescut megvásárolta az olasz Foggia, majd két szezont követően a Genoa játékosa lett. 1994 nyarán az angol Sheffield Wednesday csapatához írt alá, majd egy szezont követően a londoni Chelsea játékosa lett, ahol pályafutása egyik legsikeresebb időszakát töltötte. 1997-ben Fa-kupát, 1998-ban pedig Ligakupát és Kupagyőztesek Európa-kupáját nyert a csapattal.
2000 augusztusában előbb a Bradford City, majd fél év múlva, egykori menedzsere, Glenn Hoddle hívására a Southampton játékosa lett.
2002 márciusában hazatért, és a Național Bucureşti játékosa lett. 2003. május 31-én, a Román Kupa döntőjében játszotta utolsó tétmérkőzését, csapata 1-0-ra kikapott a Dinamo Bucureștitől.

### A válogatottban
A román válogatottban 1989-ben mutatkozott be. A nemzeti csapat tagjaként négy nagy világeseményen vett részt: az 1994-es világbajnokságon, 1996-os Európa-bajnokságon, az 1998-as világbajnokságon és a 2000-es Európa-bajnokságon.
Az 1990-es világbajnokságot sérülés miatt kellett kihagynia. 1994-ben, első világbajnokságán ő szerezte meg a gólt amely az Egyesült Államok legyőzését jelentette, és amellyel a román válogatott a legjobb tizenhat csapat közé jutott. A nyolcaddöntőben Argentína ellen ő lőtte csapata második gólját, a románok pedig bejutottak a legjobb nyolc csapat közé, ahol a svédek csak büntetőpárbajt követően tudták kiejteni őket.
Az 1996-os Európa-bajnokságon a román válogatott nem jutott tovább a csoportjából, miután mindhárom csoportmérkőzését elveszítette.

## Magánélete
Petrescu 1992 és 2003 között Daniela Carmennel élt házasságban, akitől két lánya született: Rebecca (1994) és Beatrice Chelsea (1998). Kisebbik lányának nevét egykori klubjának tiszteletére választotta. 2007-ben másodszor is megnősült, a románok egykori atlétáját, Adriana Stant vette feleségül. Egy lányuk született, Jennifer 2008-ban.

## Statisztika

### Klub
| Klub           | Klub                | Klub           | Bajnokság     | Bajnokság | Országos kupa | Országos kupa | Ligakupa      | Ligakupa | Nemzetközi kupa | Nemzetközi kupa | Egyéb          | Egyéb          | Összesen      | Összesen |
| Szezon         | Klub                | Bajnokság      | Pályára lépés | Gól       | Pályára lépés | Gól           | Pályára lépés | Gól      | Pályára lépés   | Gól             | Pályára lépés  | Gól            | Pályára lépés | Gól      |
| Románia        | Románia             | Románia        | Bajnokság     | Bajnokság | Országos kupa | Országos kupa | Ligakupa      | Ligakupa | Nemzetközi kupa | Nemzetközi kupa | Egyéb          | Egyéb          | Összesen      | Összesen |
| -------------- | ------------------- | -------------- | ------------- | --------- | ------------- | ------------- | ------------- | -------- | --------------- | --------------- | -------------- | -------------- | ------------- | -------- |
| 1985–86        | Steaua București    | Liga I         | 2             | 0         | 0             | 0             | –             | –        | 0               | 0               | –              | –              | 2             | 0        |
| 1986–87        | Olt Scornicești     | Liga I         | 24            | 0         | 1             | 0             | –             | –        | -               | -               | -              | -              | 25            | 0        |
| 1987–88        | Steaua București    | Liga I         | 11            | 0         | 1             | 0             | –             | –        | 1               | 0               | –              | –              | 13            | 0        |
| 1988–89        | Steaua București    | Liga I         | 28            | 4         | 2             | 0             | –             | –        | 8               | 1               | –              | –              | 38            | 5        |
| 1989–90        | Steaua București    | Liga I         | 23            | 9         | 3             | 1             | –             | –        | 4               | 1               | –              | –              | 30            | 11       |
| 1990–91        | Steaua București    | Liga I         | 31            | 13        | 3             | 2             | –             | –        | 3               | 2               | –              | –              | 37            | 17       |
| Olaszország    | Olaszország         | Olaszország    | Bajnokság     | Bajnokság | Országos kupa | Országos kupa | Ligakupa      | Ligakupa | Nemzetközi kupa | Nemzetközi kupa | Egyéb          | Egyéb          | Összesen      | Összesen |
| 1991–92        | Foggia              | Serie A        | 25            | 4         | 2             | 0             | –             | –        | –               | –               | –              | –              | 27            | 4        |
| 1992–93        | Foggia              | Serie A        | 30            | 3         |               |               | –             | –        | –               | –               | –              | –              | 30            | 3        |
| 1993–94        | Genoa               | Serie A        | 24            | 1         |               |               | –             | –        | –               | –               | –              | –              | 24            | 1        |
| Anglia         | Anglia              | Anglia         | Bajnokság     | Bajnokság | FA-kupa       | FA-kupa       | Ligakupa      | Ligakupa | Nemzetközi kupa | Nemzetközi kupa | Charity Shield | Charity Shield | Összesen      | Összesen |
| 1994–95        | Sheffield Wednesday | Premier League | 29            | 3         | 2             | 0             | 2             | 0        | –               | –               | –              | –              | 33            | 3        |
| 1995–96        | Sheffield Wednesday | Premier League | 8             | 0         | 0             | 0             | 0             | 0        | –               | –               | –              | –              | 8             | 0        |
| 1995–96        | Chelsea             | Premier League | 24            | 2         | 7             | 1             | 0             | 0        | –               | –               | –              | –              | 31            | 3        |
| 1996–97        | Chelsea             | Premier League | 34            | 3         | 5             | 0             | 2             | 1        | –               | –               | –              | –              | 41            | 4        |
| 1997–98        | Chelsea             | Premier League | 31            | 5         | 1             | 0             | 3             | 1        | 7               | 2               | 1              | 0              | 43            | 8        |
| 1998–99        | Chelsea             | Premier League | 32            | 4         | 4             | 0             | 3             | 0        | 6               | 0               | –              | –              | 45            | 4        |
| 1999–00        | Chelsea             | Premier League | 29            | 4         | 3             | 0             | 0             | 0        | 15              | 1               | –              | –              | 47            | 5        |
| 2000–01        | Bradford City       | Premier League | 17            | 1         | 1             | 0             | 2             | 0        | –               | –               | –              | –              | 20            | 1        |
| 2000–01        | Southampton         | Premier League | 9             | 2         | 0             | 0             | 0             | 0        | –               | –               | –              | –              | 9             | 2        |
| 2001–02        | Southampton         | Premier League | 2             | 0         | 0             | 0             | 0             | 0        | –               | –               | –              | –              | 2             | 0        |
| Románia        | Románia             | Románia        | Bajnokság     | Bajnokság | Országos kupa | Országos kupa | Ligakupa      | Ligakupa | Nemzetközi kupa | Nemzetközi kupa | Egyéb          | Egyéb          | Összesen      | Összesen |
| 2002–03        | National București  | Liga I         | 20            | 0         | 5             | 0             | –             | –        | 6               | 0               | –              | –              | 31            | 0        |
| Összesen       | Románia             | Románia        | 139           | 26        | 15            | 3             | –             | –        | 22              | 4               | –              | –              | 176           | 33       |
| Összesen       | Olaszország         | Olaszország    | 79            | 8         | 2             | 0             | –             | –        | –               | –               | –              | –              | 81            | 8        |
| Összesen       | Anglia              | Anglia         | 215           | 24        | 23            | 1             | 12            | 2        | 28              | 3               | 1              | 0              | 279           | 30       |
| Karrier összes | Karrier összes      | Karrier összes | 433           | 58        | 40            | 4             | 12            | 2        | 50              | 7               | 1              | 0              | 536           | 71       |

#### Góljai a válogatottban
| #  | Dátum                | Találkozóhely                                  | Ellenfél         | Eredmény | Végeredmény | Verseny                       |
| -- | -------------------- | ---------------------------------------------- | ---------------- | -------- | ----------- | ----------------------------- |
| 1  | 1990. december 5.    | Stadionul Naţional, Bukarest, Románia          | San Marino       | 6–0      | 6–0         | UEFA Euro 1992 selejtező      |
| 2  | 1992. április 2.     | Stadionul Ghencea, Bukarest, Románia           | Lettország       | 2–0      | 2–0         | Barátságos                    |
| 3  | 1994. május 25.      | Stadionul Ghencea, Bukarest, Románia           | Nigéria          | 2–0      | 2–0         | Barátságos                    |
| 4  | 1994. június 26.     | Rose Bowl, Pasadena, Amerikai Egyesült Államok | Egyesült Államok | 1–0      | 1–0         | 1994 Világbajnokság A csoport |
| 5  | 1994. szeptember 6.  | Stadionul Ghencea, Bukarest, Románia           | Azerbajdzsán     | 2–0      | 3–0         | UEFA Euro 1996 selejtező      |
| 6  | 1996. június 1.      | Stadionul Ghencea, Bukarest, Románia           | Moldova          | 1–0      | 3–1         | Barátságos                    |
| 7  | 1996. augusztus 31.  | Stadionul Ghencea, Bukarest, Románia           | Litvánia         | 2–0      | 3–0         | 1998 világbajnoki selejtező   |
| 8  | 1996. október 8.     | Laugardalsvöllur, Reykjavík, Izland            | Izland           | 4–0      | 4–0         | 1998 világbajnoki selejtező   |
| 9  | 1997. március 27.    | Stadionul Ghencea, Bukarest, Románia           | Liechtenstein    | 5–0      | 8–0         | 1998 világbajnoki selejtező   |
| 10 | 1997. szeptember 10. | Stadionul Ghencea, Bukarest, Románia           | Izland           | 2–0      | 4–0         | 1998 világbajnoki selejtező   |
| 11 | 1998. június 6.      | Stadionul Ilie Oană, Ploiești, Románia         | Moldova          | 2–0      | 5–1         | Barátságos                    |
| 12 | 1998. június 22.     | Stadium de Toulouse, Toulouse, Franciaország   | Anglia           | 2–1      | 2–1         | 1998 Világbajnokság G csoport |

### Edzőként
| Csapat             | Ország | –tól                 | –ig                  | Eredményesség | Eredményesség | Eredményesség | Eredményesség | Eredményesség | Forrás                      |
| Csapat             | Ország | –tól                 | –ig                  | M             | Gy            | D             | V             | Gy %          | Forrás                      |
| ------------------ | ------ | -------------------- | -------------------- | ------------- | ------------- | ------------- | ------------- | ------------- | --------------------------- |
| Sportul Studențesc | ROU    | 2003. július 20.     | 2003. december 3.    | 22            | 16            | 3             | 3             | 72,73         | [ 11 ]                      |
| Rapid București    | ROU    | 2003. december 8.    | 2004. április 14.    | 7             | 3             | 2             | 2             | 42,86         | [ 12 ]                      |
| Sportul Studențesc | ROU    | 2004. június 17.     | 2005. december 5.    | 50            | 21            | 13            | 16            | 42,00         | [ 13 ] [ 14 ]               |
| Wisła Kraków       | POL    | 2005. december 7.    | 2006. szeptember 18. | 23            | 14            | 6             | 3             | 60,87         | [ 15 ] [ 16 ]               |
| Unirea Urziceni    | ROU    | 2006. szeptember 25. | 2009. december 26.   | 130           | 64            | 36            | 30            | 49,23         | [ 17 ] [ 18 ] [ 19 ] [ 20 ] |
| Kubany Krasznodar  | RUS    | 2009. december 28.   | 2012. augusztus 14.  | 86            | 41            | 24            | 21            | 47,67         | [ 21 ] [ 22 ]               |
| Gyinamo Moszkva    | RUS    | 2012. augusztus 17.  | 2014. április 8.     | 55            | 28            | 14            | 13            | 50,91         | [ 23 ] [ 24 ]               |
| Al-Arabi           | QAT    | 2014. június 5.      | 2014. december 1.    | 11            | 3             | 5             | 3             | 27,27         | [ 25 ]                      |
| Tîrgu Mureș        | ROU    | 2015. június 10.     | 2015. július 9.      | 1             | 1             | 0             | 0             | 100,00        | [ 26 ]                      |
| Csiangszu Szuning  | Kína   | 2015. július 12.     | 2016. június 3.      | 36            | 15            | 12            | 9             | 41,67         | [ 27 ]                      |
| Kubany Krasznodar  | RUS    | 2016. június 14.     | 2016. október 4.     | 16            | 3             | 7             | 6             | 18,75         | [ 28 ]                      |
| Al-Nasr            | UAE    | 2016.október 29.     | 2017. május 26.      | 26            | 13            | 5             | 8             | 50,00         | [ 29 ]                      |
| CFR Cluj           | ROU    | 2017. június 10.     | 2018. június 4.      | 13            | 10            | 2             | 1             | 76,92         | [ 30 ]                      |

## Sikerei, díjai

### Játékosként
Steaua București
- Román bajnok: 1985–86, 1987–88, 1988–89
- Román Kupa-győztes: 1987, 1988, 1989
- Bajnokcsapatok Európa-kupája döntős: 1989

Chelsea
- FA-kupa-győztes: 1997
- Szuperkupa döntős: 1997
- Ligakupa-győztes: 1998
- Kupagyőztesek Európa-kupája-győztes: 1998
- UEFA-szuperkupa-győztes: 1998

Național Bucureşti
- Románi Kupa döntős: 2003

### Edzőként
Unirea Urziceni
- Román bajnok: 2008–09
- Román Kupa döntős: 2008

Kubany Krasznodar
- Orosz 1. osztály: 2010